# كشمش أسود
الكِشْمِش الأسود  أو الهَلْمُوش أو الهُلْمُوش هو نبات شجري يصل ارتفاعه إلى حوالي متر ونصف المتر له أوراق كفية الشكل مفصصة ومسننة وأزهارها صغيرة بيضاء إلى مخضرة وعناقيد تشبه عناقيد العنب من العنبات السوداء. هو شجيرة نفضية من عائلة Grossulariaceae تزرع من أجل ثمارها الصالحة للأكل. موطنها الأصلي هو الأجزاء المعتدلة من وسط وشمال أوروبا وشمال آسيا، حيث تفضل التربة الخصبة الرطبة. يتم زراعته على نطاق واسع تجاريا ومنزليا.
ويُعد نباتاً قويَّ التحمل، ولكن الطقس البارد في وقت الإزهار خلال الربيع قد يقلل من حجم المحصول. تنمو مجموعات من الفاكهة الصغيرة السوداء اللامعة على طول السيقان في الصيف ويمكن حصادها يدويًا أو بواسطة آلة.
ويُعد نباتاً مقاوماً للشتاء، ولكن الطقس البارد في وقت الإزهار خلال الربيع قد يقلل من حجم المحصول. تنمو مجموعات من الفاكهة الصغيرة السوداء اللامعة على طول السيقان في الصيف ويمكن حصادها يدويًا أو بواسطة آلة.
تعتبر الفاكهة النيئة غنية بشكل خاص بفيتامين C ومتعدد الفينول. يمكن تناول الكشمش الأسود نيئًا ولكن عادةً ما يُطهى في الأطباق الحلوة أو المالحة. يُستخدم في صنع المربى، والمعلبات، والقطر، ويُزرع تجاريا لسوق العصير.

## الموطن
الموطن الأصلي لهذا النبات المناطق المعتدلة من أوروبا وغرب آسيا ووسطها جبال الهملايا.

## وصف
تُعد ريبس نيغروم (Ribes nigrum) شجيرة متوسطة الحجم، تنمو حتى ارتفاع 1.5 متر وبعرض 1.5 متر (5 × 5 أقدام). أوراقها متبادلة وبسيطة، يتراوح طولها وعرضها بين 3 إلى 5 سنتيمترات (1 و1/4 إلى 2 بوصة)، وتتميز بخمسة فصوص راحية وهوامش مسننة. جميع أجزاء النبات ذات رائحة قوية. تُنتج الأزهار في عناقيد (شمراخ) تُعرف باسم "ستريغز" يصل طولها إلى 8 سنتيمترات (3 بوصات)، وتحتوي على 10-20 زهرة، يبلغ قطر كل زهرة حوالي 8 مليمترات (3/8 بوصة).
تحتوي كل زهرة على كأس مشعر مع غدد صفراء، حيث تكون الفصوص الخمسة أطول من البتلات غير البارزة. تحيط خمسة أسدية بالميسم والقلم، مع وجود مبيضين ملتحمين. تتفتح الأزهار تدريجيًا من قاعدة العنقود وتُلقح معظمها بواسطة الحشرات، ويُنقل بعض اللقاح عن طريق الرياح. عند سقوط حبة لقاح على الميسم، تنبت وترسل أنبوبة لقاحية رفيعة عبر الأسدية إلى البويضة.
في الطقس الدافئ، تستغرق هذه العملية حوالي 48 ساعة، ولكن في الطقس البارد قد تستغرق أسبوعًا، وخلال هذه الفترة قد تتجاوز البويضة المرحلة المناسبة للتلقيح. إذا لم تُخصب أقل من حوالي 35 بويضة، قد لا يتطور الثمر ويسقط قبل أوانه. كما يمكن للصقيع أن يتسبب في تلف الأزهار المفتوحة وغير المفتوحة إذا انخفضت درجات الحرارة إلى أقل من -1.9 درجة مئوية (28.6 درجة فهرنهايت). الأزهار الموجودة في قاعدة العنقود تكون محمية أكثر بواسطة الأوراق وتكون أقل عرضة للتلف.
في منتصف الصيف تنضج الثمار الخضراء إلى ثمار صالحة للأكل، ذات لون أرجواني داكن للغاية، أسود تقريبًا، مع قشور لامعة وكؤوس في القمة (تكون الكؤوس ثابتة)، كل منها يحتوي على العديد من البذور. يمكن أن تنتج الشجيرة الراسخة حوالي 4.5 كيلوغرام (10 رطل) من الفاكهة كل عام. 
تُمَيَّز النباتات من شمال آسيا أحياناً على أنها صنف منفصل،var. sibiricum sibiricum، والذي يعتبر R. cyathiforme مرادفًا له. 

### جبالبورياتيا,روسياأزهارصورة مقربة للثمارالمواد الكيميائية النباتية
تُجرى أبحاث في المواد الكيميائية النباتية متعددة الفينول الموجودة في الفاكهة، والبذور، والأوراق لمعرفة أنشطتها البيولوجية المحتملة.  الأنثوسيانينات الرئيسية في ثفل الكشمش الأسود  –  دلفينيدين-3- O- جلوكوزيد، ودلفينيدين-3- O- روتينوزيد، وسيانيدين-3- O- جلوكوزيد، وسيانيدين-3- O- روتينوزيد،  والتي تُحفظ في مركز العصير – من بين البوليفينولات الأخرى.  

## الزراعة
يُعتقد أن زراعته في أوروبا بدأت في العقود الأخيرة من القرن السابع عشر. 

### اختيار الموقع والزراعة
يمكن أن ينمو الكشمش الأسود جيدًا في التربة الرملية أوالطينية الثقيلة، أو تربة الغابات، طالما تُستوفى متطلباته الغذائية. ويُفضل التربة الرطبة والخصبة ولكن غير المشبعة بالمياه ولا تتحمل الجفاف. على الرغم من أن الشجيرات تتحمل الشتاء، إلا أن الصقيع خلال فترة الإزهار قد يؤثر سلبًا على المحصول  وقد تحد الرياح الباردة من عدد الحشرات الطائرة التي تزور الأزهار وتلقحها. تعتبر التربة ذات الرقم الهيدروجيني 6 مثالية لزراعة الكشمش الأسود، ويمكن وضع الجير على التربة إذا كانت حمضية للغاية. ويُزرع عادة في الخريف أو الشتاء للسماح للنباتات بالاستقرار قبل أن يبدأ النمو في الربيع،  ولكن يمكن زراعة المخزون المزروع في حاويات في أي وقت من السنة. 
عادة ما تُزرع الشجيرات التي يبلغ عمرها عامين، ولكن يمكن أيضًا استخدام شتلات قوية عمرها عام واحد. إن زراعة البذور الموثوقة يُجنب خطر إدخال الفيروسات. على نطاق الحديقة، يمكن زرع النباتات على فترات تتراوح من 1.5 إلى 1.8 م (5 إلى 6 قدم) أو يمكن زرعها في صفوف مع فواصل زراعة تبلغ 1.2 م (4 قدم) وفصل الصفوف بمقدار 2.5 م (8 قدم) أو أكثر. في المملكة المتحدة، تُزرع الشجيرات الصغيرة بشكل عام على عمق أعمق من مستوى نموها الأولي لتشجيع سيقان جديدة على النمو من القاعدة. 

### الأسمدة والمخصبات
يتطلب الكشمش الأسود عددًا من العناصر الغذائية الأساسية لكي يزدهر؛ يوفر النيتروجين نموًا قويًا للنبات ويحفز إنتاج أغصان الزهور؛ يساعد الفسفور في النمو، وتكوين الثمار، وإنتاج المحاصيل؛ يعزز البوتاسيوم نمو البراعم الفردية ويزيد من وزن الثمار الفردية؛ المغنيسيوم هو أحد مكونات اليخضور ويساعد في زيادة الغلة من خلال التفاعل مع البوتاسيوم؛ الكالسيوم مطلوب لانقسام الخلايا وتضخمها وهو مهم بشكل خاص للنباتات الصغيرة والبراعم. 
تُعتبر طبقة سنوية من السماد الطبيعي المتحلل جيدًا في فصل الربيع مثالية، ويمكن أيضًا استخدام سماد الدواجن بشرط أن يُخمَّر مسبقًا مع القش أو مواد نباتية أخرى. يمكن استخدام سماد الفطر المستنفد، ولكن يجب الحذر لأنه غالبًا ما يحتوي على الجير، في حين يفضل الكشمش الأسود التربة الحمضية قليلاً. الكشمش الأسود من النباتات التي تحتاج إلى تغذية مكثفة، ويستفيد من إضافة النيتروجين والأسمدة الفوسفاتية والبوتاسية سنويًا. يمكن استخدام سماد صناعي متوازن كمنتج حبيبي بنسبة 10-10-10، حيث يُنثر حول الشجيرات بمعدل 100 إلى 240 غرامًا (3½ إلى 8½ أوقية) لكل نبات. يمكن كبح نمو الأعشاب باستخدام طبقة عضوية مثل نشارة الخشب، واللحاء، وسماد الفطر، أو القش، أو استخدام بلاستيك ثقيل مغطى بطبقة عضوية، أو قماش مخصص لتنسيق الحدائق.

### التقليم
تنمو ثمار الكشمش الأسود في المقام الأول على براعم عمرها عام واحد. يجب تقليم الشجيرات المزروعة حديثًا بشكل شديد، وقطع جميع البراعم إلى برعمين فوق مستوى الأرض. وهذا يعطي النبات فرصة للاستقرار بشكل صحيح قبل أن يحتاج إلى وضع طاقته في إنتاج الفاكهة. القاعدة العامة عند التقليم هي إزالة جميع البراعم الضعيفة، والجانبية، والتي قد تَثقُل عند الإثمار. ينبغي تقليم الفروع المتبقية لإزالة الخشب القديم غير المنتج وتشجيع البراعم الجديدة. لا ينبغي السماح لشجيرة مستقرة بأن تصبح مزدحمة ويجب إزالة حوالي ثلث فروعها أو سيقانها الرئيسية كل عام.  عند الحصاد بالآلة، تُشجع النباتات المعتادة على النمو بشكل مستقيم. 

### الحصاد
على النطاق المنزلي، يجب قطف التوت عندما يكون جافًا وناضجًا. أما تجاريًا، فإن معظم الحصاد يُجرى باستخدام الحصادات الآلية ذات الأذرع التي تتحرك باستمرار عبر الصفوف، حيث تعبر فوق صف من الشجيرات وتهز الأغصان لتجرد الثمار. يُوضع الكشمش الأسود في حاويات تزن نصف طن، ولتقليل وقت التوقف، تحتوي بعض الآلات على ناقلات عرضية توجه الثمار إلى مقطورات تتحرك باستمرار في الصف المجاور. يمكن للآلة الحديثة حصاد ما يصل إلى خمسين طنًا من الكشمش الأسود يوميًا باستخدام مشغل واحد وسائقين اثنين للجرارات. يجب تخزين الحاويات في مكان بارد. ولا تزال بعض الثمار تُقطف يدويًا لاستخدامها في سوق الفاكهة الطازجة.

### الأمراض والآفات
تعتبر نباتات الكشمش عرضة للعديد من الأمراض وعدد من الآفات الحشرية. ومع ذلك، فقد طُوِّرَت أصناف جديدة أو تُطَوَّر للتغلب على بعض هذه المشاكل. 
الارتداد هو مرض خطير ينتقل عن طريق سوس العفص في الكشمش الأسود ( Cecidophyopsis ribis )، ويسبب انخفاضًا في المحصول وينتشر على نطاق واسع في أوروبا، ولكن نادرًا ما يتواجد في القارات الأخرى. تشمل الأعراض تعديل شكل الورقة في الصيف وتورم البراعم ("البرعم الكبير") في الشتاء، حيث يحتوي كل منها على آلاف العث المجهرية.  نظرًا لأن مكافحة الآفات لها فعالية محدودة، فيجب تدمير الشجيرات المصابة بشدة. يجب أن تُوَثَّق جميع النباتات الجديدة المشتراة على أنها خالية من الفيروسات. 
تحتاج شقرانية الصنوبر الأبيض (Cronartium ribicola) إلى عائلين بديلين لإكمال دورة حياته. أحد المضيفين هو النباتات في جنس الكشمش. على الكشمش الأسود، فإنه يسبب شحوب الأوراق، ثم ظهور بثور برتقالية صغيرة في وقت لاحق، وأحيانا طبقة خيطية صفراء على بعض الأوراق. لا يتأثر محصول الفاكهة إلا قليلاً، ولكن الأوراق تتساقط مبكرًا ويتباطأ النمو في العام التالي. العائل الآخر هو أي من أشجار الصنوبر الأبيض، حيث يسبب أمراضًا خطيرة ووفيات للأنواع في أمريكا الشمالية التي لم تتطور مع الشقرانية.  ونتيجة لذلك، حُظر الكشمش الأسود في الولايات المتحدة ‏ باعتباره ناقلًا للأمراض طوال معظم القرن العشرين، وحتى بعد رفع الحظر الفيدرالي في عام 1966، واصلت العديد من الولايات الأمريكية حظرها الخاص، وبعضها لا يزال ساري المفعول حتى أغسطس 2021. إن فعالية هذه القيود مشكوك فيها، حيث أن أنواعًا أخرى من الكشمش تستضيف المرض أيضًا، وبعضها أصلي في أمريكا الشمالية، والبعض الآخر مثل الكشمش الأحمر و الكشمش الشائك لم يُحظر أبدًا.[بحاجة لمصدر]
يمكن أن يؤدي عفن عنب الثعلب الأمريكي ‏ والبياض الدقيقي إلى إصابة الأوراق وأطراف البراعم، وقد يؤدي العفن الرمادي ‏ إلى تعفن الثمار في موسم الأمطار. تعتبر بقعة أوراق الكشمش والكشمش الأمريكي (Drepanopeziza ribis ) مرضًا آخر يصيب الكشمش الأسود، ولكنها لا تشكل مشكلة خطيرة عادةً حيث تمتلك معظم الأصناف الآن بعض المقاومة. 
يمكن أن تتسبب ذبابة أوراق الكشمش الأسود في تحول الأوراق إلى اللون البني، وتجعيدها، وتشويهها عند أطراف البراعم ولكنها نادرًا ما تكون مشكلة خطيرة. تضع ذبابة الكشمش الأسود ( Nematus ribesii ) بيضها على الجانب السفلي من الأوراق، ثم تشق اليرقات الشرهة طريقها على طول البراعم، فتقوم بتقطيع ورقة بعد ورقة. في حالة الهجوم الخطير، يمكن تجريد الشجيرة من الأوراق. تحفر يرقات دودة الكشمش طريقها على طول مراكز البراعم، والتي تذبل وتموت. تشمل الآفات الحشرية الأخرى الحشرات القشرية والمن وأبو مقص. 

### البحث والمستنبتات

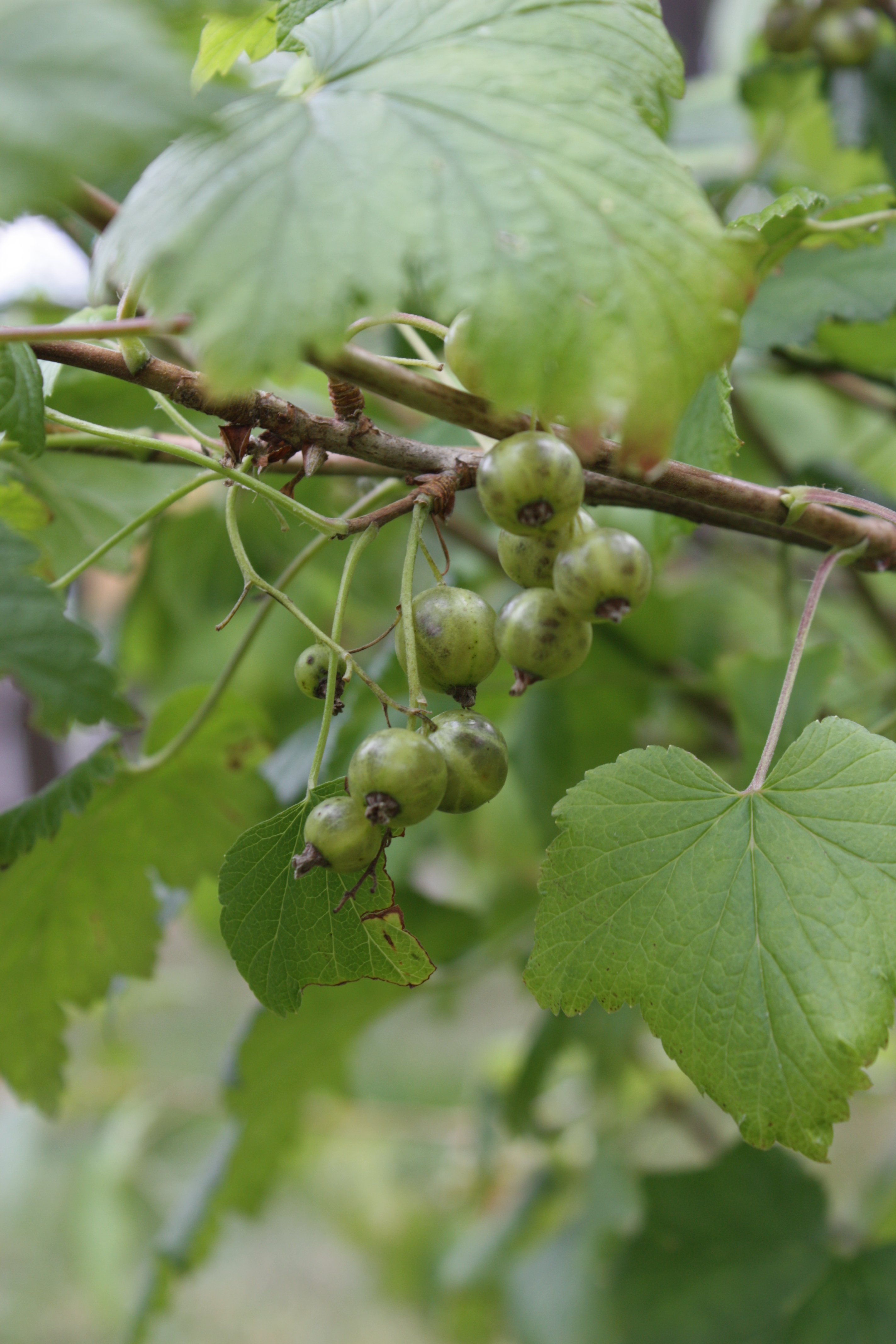
الكشمش الأخضر هو نوع من الكشمش الأسود المزروع في فنلندا ؛ تفتقر ثماره إلى اللون الداكن والرائحة القوية النموذجية للكشمش الأسود. هذا المستنبت المميز هو 'Vertti'.

هناك العديد من مستنبتات الكشمش الأسود. كان 'بالدوين' هو الدعامة الأساسية للصناعة لسنوات عديدة، ولكن الآن اُستبدل إلى حد كبير بمستنبتات أكثر إنتاجية ومقاومة للأمراض.   خلال القرن العشرين في أوروبا، أُجريت الكثير من أعمال التهجين من أجل تقليل قابلية النبات للإصابة بالأمراض، والصقيع، وكذلك لزيادة المحصود. تركزت هذه الجهود بشكل رئيسي في إسكتلندا، وبولندا، ونيوزيلندا. 
وفي بريطانيا، كلِّف معهد أبحاث المحاصيل الاسكتلندي ‏ بتطوير أصناف جديدة مناسبة للزراعة في شمال البلاد. وأنتجوا مستنبتات جديدةً تتمتع بتحمل أكبر للبرد، وخاصة في الربيع، وتنضج مبكرًا وبشكل أكثر توازناً، وتتمتع بمقاومة أكبر للأمراض الفطرية. حُسِّنت مقاومة الصقيع من خلال اختيار الإزهار المتأخر، كما حددت الأبحاث الجينية الجينات المشاركة في مقاومة سوس العفص وفيروس ارتداد الكشمش الأسود. كان 'بين لوموند' هو أول أصناف 'بين' وأُطلق في عام 1975. وتبع ذلك العديد من المستنبتات الأخرى لصناعة العصير مثل "بين ألدر" و"بين تيران".أُطلق الصنف 'بين هوب' في عام 1998 مع زيادة تحمله لعث العفص، وفي نفس العام، أصبح 'بين غايرن' متاحًا. ويظهر مقاومة للفيروس الارتدادي.  بالنسبة للبستانيين وسوق قطف الفاكهة باليد، قُدِّمت أنواع "بين ساريك" و"بين كونان" و"بيغ بن" التي تحتوي على ثمار كبيرة وحلوة.  حصلت المستنبتات 'بن كونان'  و'بيج بن'  على جائزة الاستحقاق البستاني ‏ من الجمعية البستانية الملكية.  وتُطوَّر مستنبتات جديدة بشكل مستمر لتحسين تحمل الصقيع، ومقاومة الأمراض، والحصاد الآلي، وجودة الفاكهة، والمحتوى الغذائي، ونكهة الفاكهة. 
تُزرع مستنبتات تنتج فاكهة خضراء، ذات نكهة أقل قوة وأحلى من الكشمش الأسود النموذجي، في فنلندا، حيث يطلق عليها اسم "الكشمش الأخضر" ( viherherukka ).  وفي بولندا، قام معهد أبحاث البستنة بالعمل على تحسين الكشمش الأسود فيما يتعلق بمقاومة الأمراض والآفات، وجودة الثمار، والتكيف مع الظروف المحلية والحصاد الميكانيكي. قام الباحثون بتهجين أصناف مختلفة وإدخال مادة وراثية بين الأنواع من عنب الثعلب ( Ribes grossularia )، والكشمش الأحمر ( Ribes rubrum ) والكشمش المزهر ( Ribes sanguineum). هُجِّن النسل الناتج مرة أخرى إلى R. nigrum. تشمل المستنبتات المزروعة 'Tisel' و'Tiben' في عام 2000 و'Ores'، و'Ruben'، و'Tines' في عام 2005. تُخنبر المزيد من المستنبتات مثل 'Polares' و'Tihope'.  منذ عام 1991، أصبحت نيوزيلندا مركزًا مهمًا للبحث والتطوير، حيث أن مناخها المعتدل مناسب بشكل خاص لزراعة المحصول. تُركّز برامج التربية على الحصاد، وحجم الثمار الكبير، وتناسق المحصول، والعادة المستقيمة. 
في أمريكا الشمالية، هناك حاجة إلى أن تتمتع هذه الفاكهة بمقاومة شقرانية الصنوبر الأبيض. وقد طُوِّرَت مستنبتات جديدة مثل 'Crusader'، و'Coronet'، و'Consort' عن طريق تهجين R. nigrum مع R. ussuriense، و تُظهر مقاومة لهذا المرض. ومع ذلك فإن جودة وإنتاجية هذه المستنبتات رديئة مقارنة بالسلالات غير المقاومة، والصنف Consort فقط هو الذي يتمتع بقدرة ذاتية على التلقيح بشكل موثوق. وقد أدى التهجين العكسي لهذه الأصناف إلى إنتاج سلالات جديدة مثل 'تيتانيا' ذات إنتاجية أعلى، ومقاومة أفضل للأمراض، وأكثر تحملاً للظروف الجوية السيئة، ومناسبة للحصاد الآلي.  اختير إصداران جديدان من برنامج تربية الكشمش الأسود في كولومبيا البريطانية، كندا، "بلاك كومب" و"تاهسيس"، نظرًا لمناعتهما ضد شقرانية بثور الصنوبر الأبيض وتحملهما للصقيع. 

### تَغذية
يحتوي الكشمش الأسود الخام على 82% ماء، 15% كربوهيدرات، 1% بروتين و 0.4% دهون (الجدول). لكل 100 تحتوي الحصة الواحدة التي تزن 1 جرام على 63 سعرة حرارية، وتحتوي الفاكهة النيئة على نسبة عالية من فيتامين سي (218% من القيمة اليومية) ومستويات معتدلة من الحديد والمنغنيز (12% من القيمة اليومية لكل منهما). وتوجد عناصر غذائية أخرى بكميات ضئيلة (أقل من 10% من القيمة اليومية، الجدول).
يعتبر زيت بذور الكشمش الأسود غنيًا بفيتامين ه والأحماض الدهنية غير المشبعة، بما في ذلك حمض ألفا لينولينيك وحمض غاما لينولينيك. 

### تاريخ
اُستخدمت المستخلصات من غلي الأوراق، أو اللحاء، أو الجذور كعلاج تقليدي. 
خلال الحرب العالمية الثانية، أصبح من الصعب الحصول على معظم الفواكه الغنية بفيتامين سي، مثل البرتقال، في المملكة المتحدة. وبما أن ثمار الكشمش الأسود مصدر غني بالفيتامين، ونباتات الكشمش الأسود مناسبة للنمو في مناخ المملكة المتحدة، فقد شجعت الحكومة البريطانية زراعتها وسرعان ما زادت غلة محصول البلاد بشكل كبير. ابتداءً من عام 1942، وُزِّع قَطر الكشمش الأسود مجانًا للأطفال دون سن الثانية. ربما أدى هذا إلى الشعبية الدائمة للكشمش الأسود كمُنكه في بريطانيا.  في بريطانيا، يُحصد المحصول التجاري بشكل كامل باستخدام الآلات، حيث يُزرع حوالي 1,400 هكتار من الكشمش الأسود، معظمها بعقود مع شركات صناعة العصائر. تجاريًا، يُزرع الكشمش الأسود على نطاق واسع في شرق أوروبا لتلبية سوق العصائر ومركزات العصائر. اعتبارًا من عام 2017، جرت جهود كبيرة لتحسين خصائص الثمار في إسكتلندا، ونيوزيلندا، وبولندا.

كان الكشمش الأسود شائعاً في الولايات المتحدة أيضًا، ولكن أصبح أقل شيوعًا في القرن العشرين بعد حظر زراعة الكشمش في أوائل القرن العشرين، عندما اعتُبر الكشمش الأسود، باعتباره ناقلًا لمرض شقرانية الصنوبر الأبيض، تهديدًا لصناعة قطع الأشجار في الولايات المتحدة.  نُقل الحظر الفيدرالي على زراعة الكشمش إلى ولايات فردية في عام 1966، ورُفِع في ولاية نيويورك في عام 2003 من خلال جهود عالم البستنة غريغ كوين. ونتيجة لذلك، بدأت زراعة الكشمش تعود إلى الظهور في نيويورك، وفيرمونت، وكونيتيكت، وكاليفورنيا، وأوريغن.   ومع ذلك، لا تزال هناك عدة حظورات على مستوى الولاية اعتبارًا من أغسطس 2021. ومنذ أن أدى الحظر الفيدرالي الأمريكي إلى الحد من إنتاج الكشمش على المستوى الوطني لمدة قرن تقريبًا، تظل الفاكهة غير معروفة إلى حد كبير في الولايات المتحدة ولم تستعد بعد شعبيتها السابقة إلى المستويات التي تتمتع بها في أوروبا أو نيوزيلندا. بفضل نكهته الفريدة وثرائه بمتعدد الفينول والألياف الغذائية والعناصر الغذائية الأساسية، فإن الوعي والشعبية للكشمش الأسود آخذة في النمو مرة أخرى، مع دخول عدد من المنتجات الاستهلاكية إلى السوق الأمريكية. 

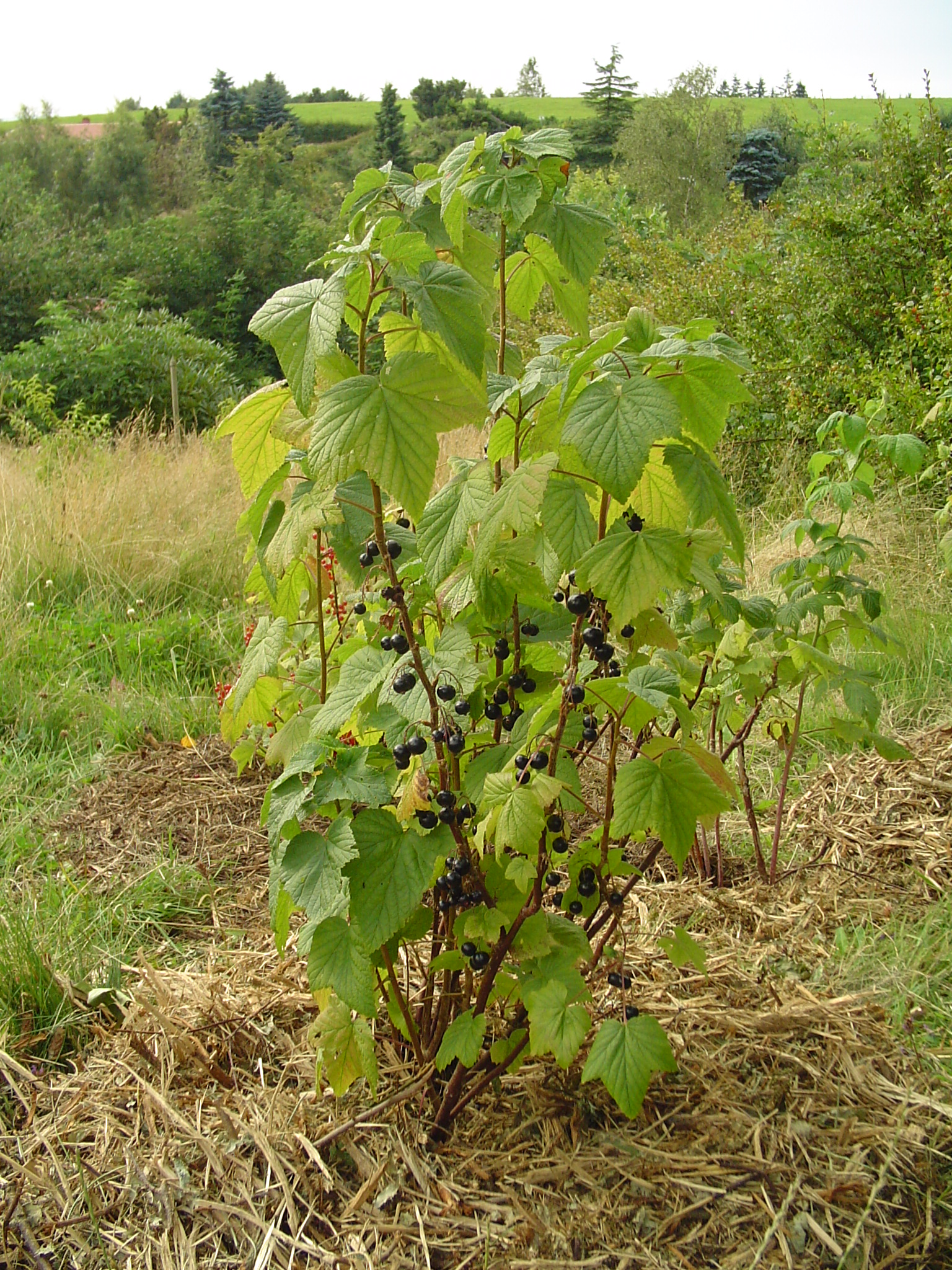
شجيرات الكشمش الأسود

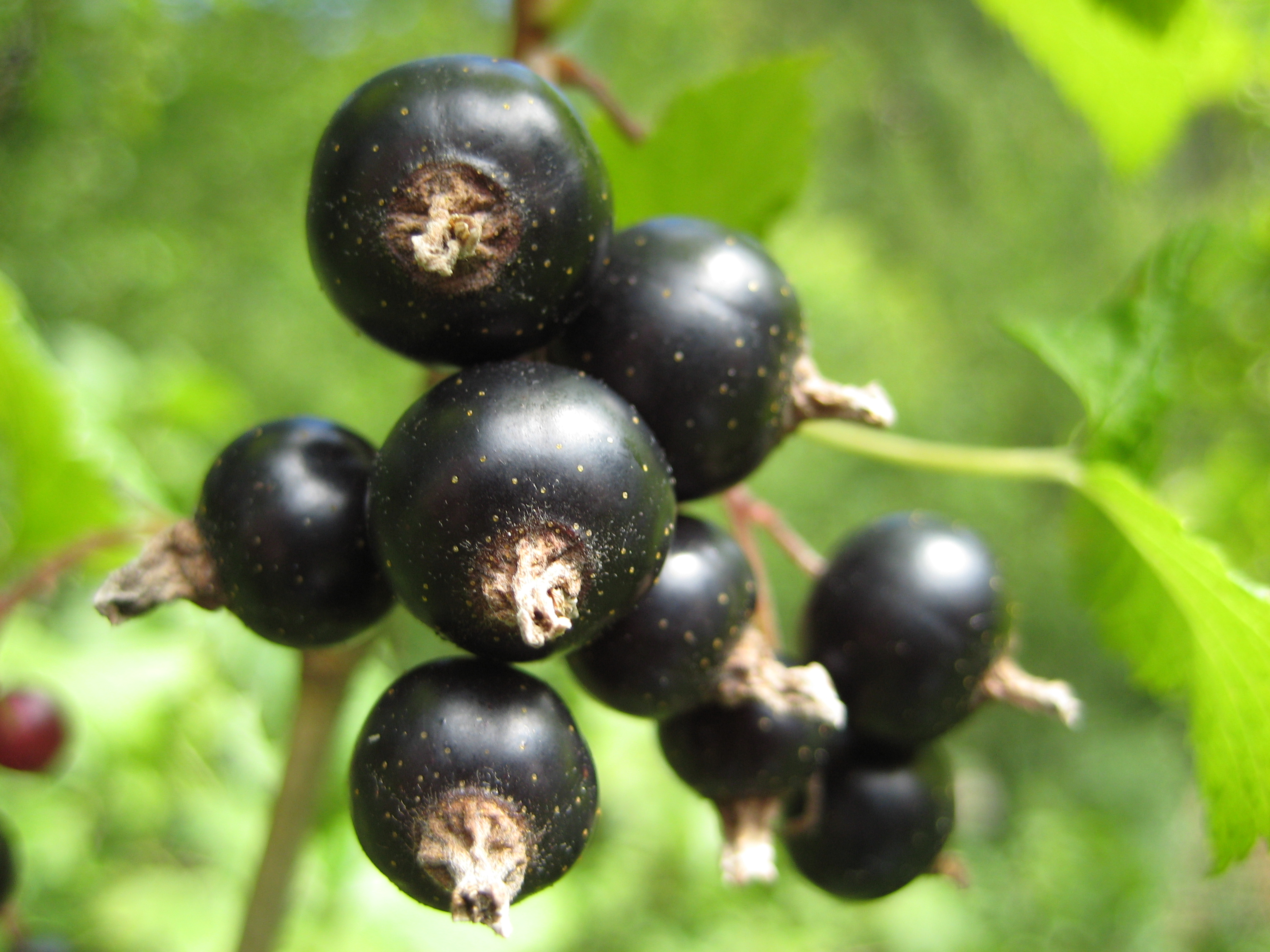
الكشمش السود

## الجزء المستعمل
الجزء المستعمل من النبات الأوراق، والعنبات.